# ميشة دة عليا
ميشة دة عليا هي قرية في مقاطعة بيرانشهر، إيران. عدد سكان هذه القرية هو 79 في سنة 2006.